# Eophileurus birmanicus
Eophileurus birmanicus är en skalbaggsart som beskrevs av Lamant-voirin 1995. Eophileurus birmanicus ingår i släktet Eophileurus och familjen Dynastidae. Inga underarter finns listade i Catalogue of Life.